# Minden (Louisiane)
Pour les articles homonymes, voir Minden (homonymie).
Minden est une ville de Louisiane et le siège de la paroisse de Webster située au nord-ouest de l'État de la Louisiane et au Sud immédiat de l'État de l'Arkansas.

## Géographie
La ville de Minden est situé au Nord-Ouest de l'État de la Louisiane à une cinquantaine de kilomètres à l'Est de la ville de Shreveport. 
Le bayou du lac Noir prend sa source à quelques kilomètres au nord-est de la ville.

## Histoire
La ville fut fondée par un germano-américain, Charles Veeder, né à New York qui édifia une auberge sur les hauteurs d'une butte dominant le bayou Dorcheat en 1836. Dès l'année suivante, il réalisa le plan d'une future cité à laquelle il donna le nom de Minden en mémoire de ses ancêtres allemands originaires de la ville de Minden située en Rhénanie-du-Nord-Westphalie en Allemagne.

## Liens externes

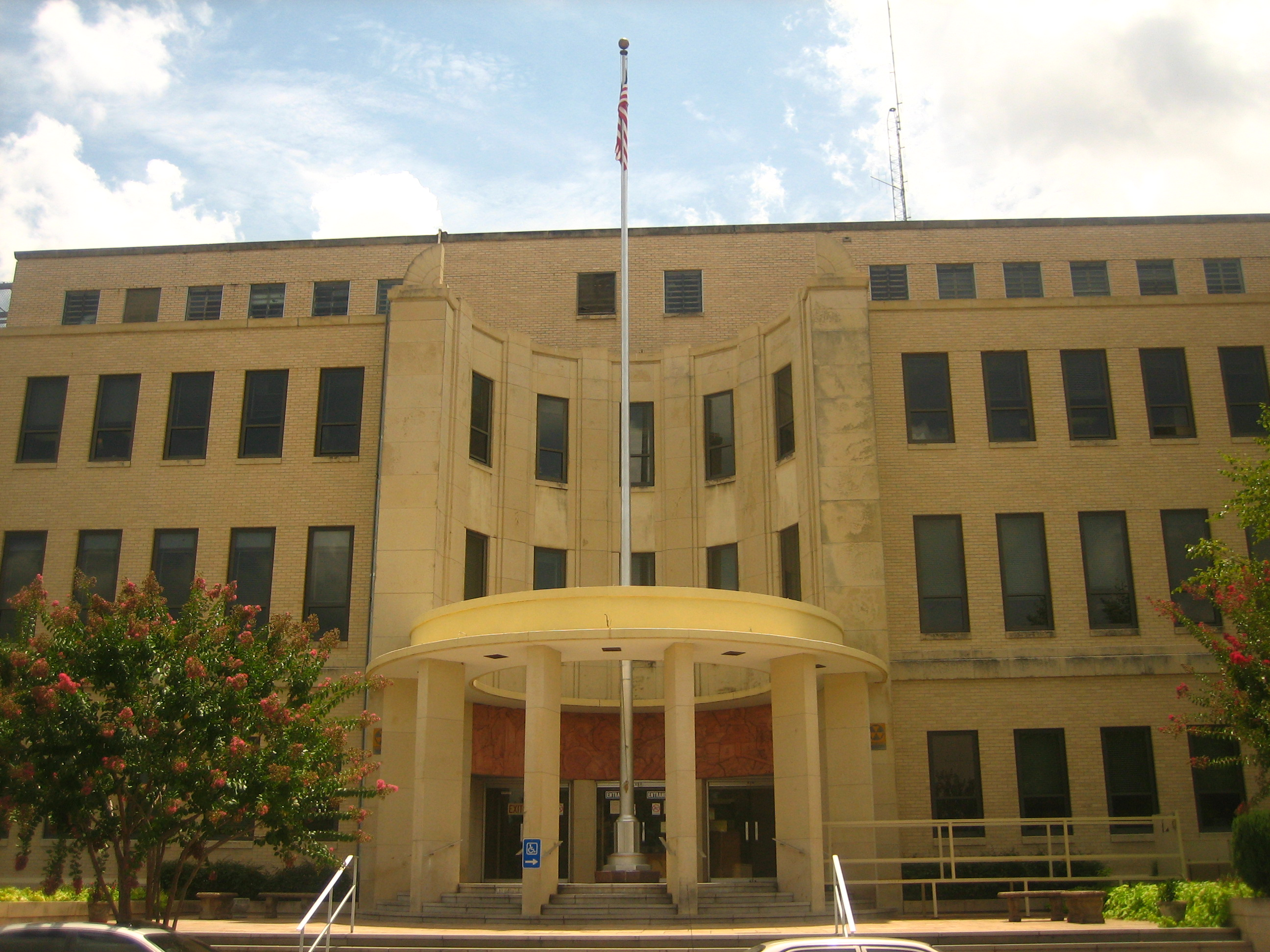
Palais de justice de la paroisse de Webster à Minden.

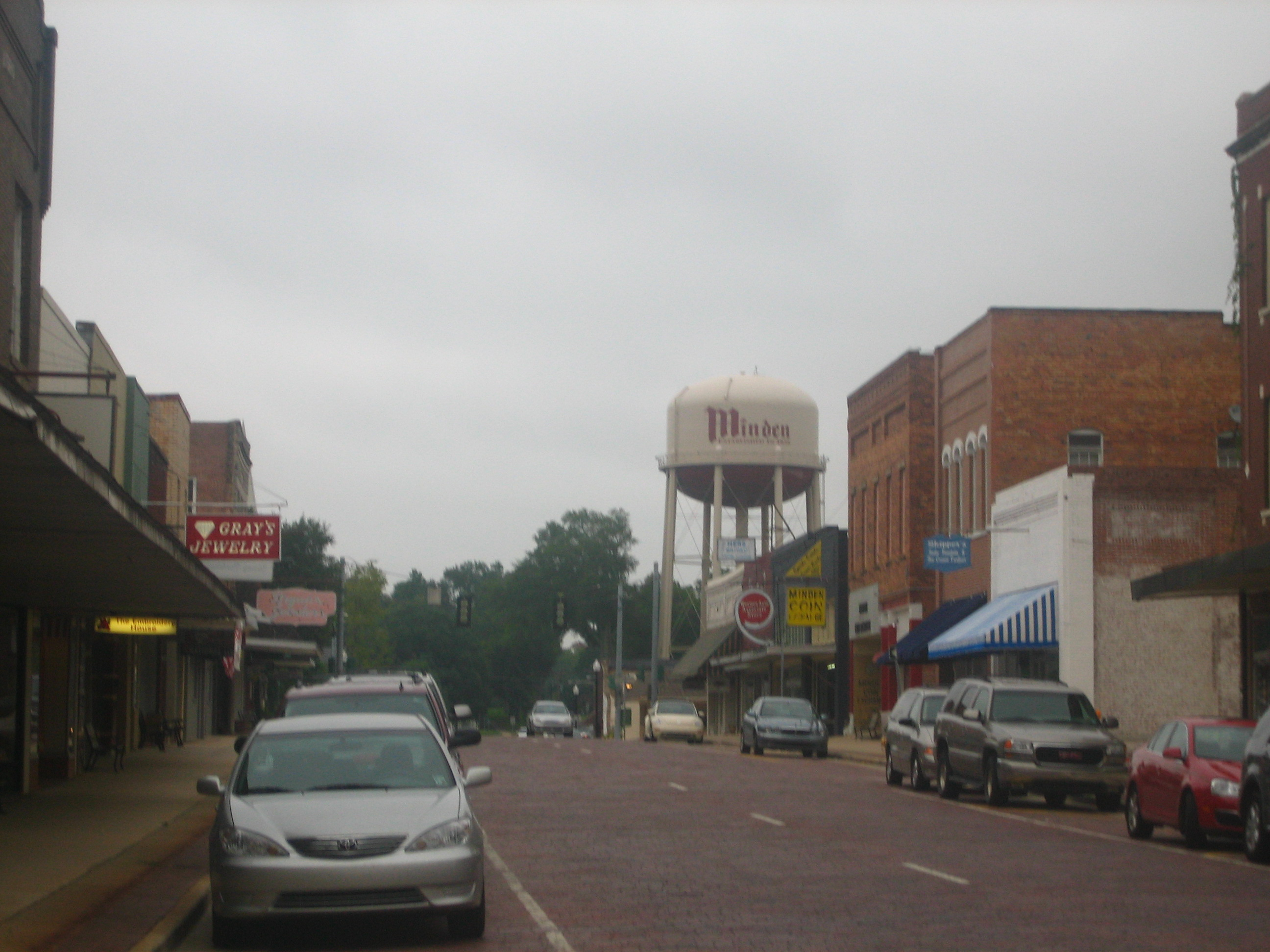
Vue du centre-ville de Minden.